# Sipaliwini Savanna (město)
Sipaliwini Savanna, také známá jako Sipaliwini, je vesnice kmenu Tiriyó na řece Sipaliwini ve stejnojmenném surinamském okresu. Vesnice leží hned vedle rozjezdové dráhy Sipaliwini. Nejbližším sídlem je surinamská vesnice Alalapadu, která leží přibližně 60 km severně, ale kvůli meandrám řeky je jednodušší spíše cesta do města Kwamalasamutu, které leží 83 kilometrů na západ. Nezpevněná cesta vede rovněž do brazilské vesnice Missão.
Elektrická zařízení byla zničena během surinamské občanské války ve vnitrozemí mezi lety 1986–1992 a v provozu zůstalo pouze pár soukromých naftových generátorů. V listopadu 2019 vesnice pro výrobu elektrické energie využívala solárních panelů. Nachází se zde škola, klinika a kostel. Ekonomika závisí na drobném zemědělství.